# 베니 힌

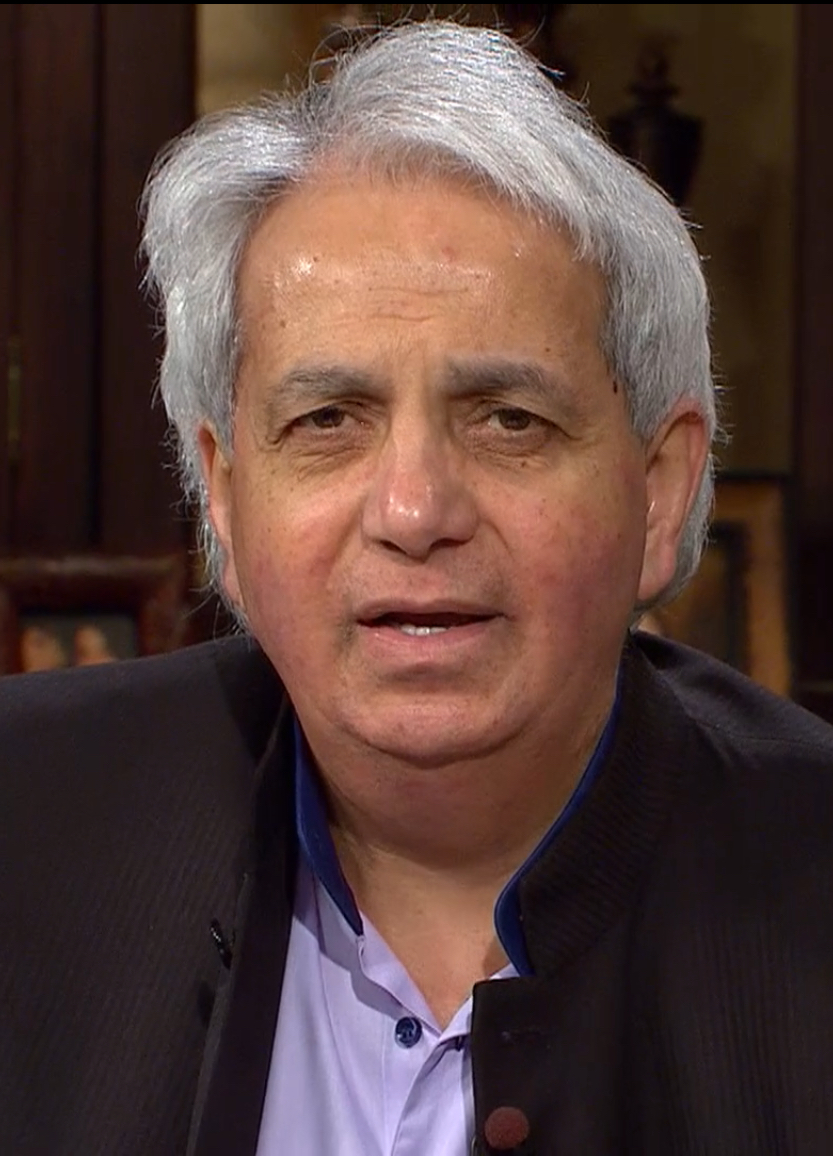

베니 힌(영어: Toufik Benedictus Hinn, 1952~)은 이스라엘 출신 목사다. 미국 플로리다 주에 있는 초교파주의 교회인 올랜도 크리스천 센터의 설립자이며 담임목사이다. 현재 그의 tv프로그램 "This is your Day!"는 전 세계적으로 190개의 나라에서 번역되어 방영되고있다.

## 생애
베니힌 목사는 1952년 12월3일 이스라엘 야파(jaffa)에서 6남 2녀중 2째로 태어났다. 그의 아버지 코스탄티는 팔레스타인 헬라(Greek) 사람이며 어머니 클레멘스는 아르메니아(Armenia) 사람이다.

### 성장과정
베니의 가족은 팔레스타인에 정착하기 전에 그리스에서 이집트로 이주 하였다가 다시 여러 민족이 어울려 살았던 야파(jaffa)시로 옮겨 왔다. 이런 환경에 성장한 베니는 프랑스어, 불가리아어, 아랍어, 이디시어 등 여러 언어를 들을 수 있었으며, 이스라엘에서 태어났지만 유대인은 아니었고 아랍 문화권에서 자랐지만 아랍 원주민은 아니었다. 가족의 전통에 따라 어릴 때 그리스 정교회(Greek Orthodox Church)에서 세례를 받은 베니 힌은 2살때부터는 가톨릭계 유치원에 들어가 14년간 가톨릭식 교육을 받고 자랐다. 이후 1968년 베니의 가족들은 캐나다 토론토(Toronto)로 이민을 가게 된다.

#### 사역자 베니힌
1973년 크리스마스가 다가오기 3일전 21세 때에 그는 교회에서 만난 친구인 감리교 목사 짐 포인터의 소개로 당시 유명했던 신유부흥사 캐더린 쿨만 여사의 집회에 참석하게 되는데 그는 그 집회에서 잊을 수 없는
일생일대의 놀라운 경험을 하게 된다. 그날 이후 그의 삶과 신앙의 목표는 완전한 터닝 포인트를 갖게 되었다. 그는 이후에도 캐더린 쿨만 여사의 집회를 종종 회고하곤 한다. 1974년부터 베니 힌은 공적인 사역을 시작하게 되었다. 1983년 3월 250명의 성도로 처음 시작된 올랜도 크리스천 센터는 이제 매주 7천 명 이상이 예배에 참석하고있다. 베니 힌 목사는 1990년도부터 국제적인 복음전도사역과 TV 방송사역을 시작하였고 그 사역은 계속 확장되고 있다. 백만이 넘는 사람들이 운집하는 국제 복음 전도 사역을 인도하기도 하였고, 그가 진행하는 TV 방송인 ‘This is Your Day”라는 프로그램은 190개 국가에서 시청할 수 있게 되었다. 1999년 그는 올란도에 있는 교회를 사임하고 텍사스로 자리를 옮겼다. L.A. 근처 알리소 비죠에는 그의 전용 TV 녹화 방송국이 있어서 현재 미디어를 통한 선교 사역을 활발히 하고 있다.
최근에는 가난한 자들을 대상으로 구제사역과 고아를 돌보는 사역을 하고 있고 그의 사역은 계속해서 확장되고 있다.

### 결혼
베니 힌 목사는 미국 유명 목회자인,Roy Harthern의 딸 수잔(Suzanne)과 1979년 결혼하여 슬하에 (딸 3과 아들 1) 네 자녀를 두었다. 2010년,이혼소송이 진행 중이라는 사실이 알려지며 큰 이슈로 떠오르기도 했으나, 2012년, 다시 재결합을 함으로써 이혼률이 급증하는 미국사회에 또 다른 이슈가 되었다.
2013.3월 장인 Roy Harthern의 주례로 리와인드 웨딩을 열었다.

## 저서
- 『성령님의 기름 부으심』(The Anointing)
- 『주님, 저에게 기적이 필요합니다』(Lord, I Need A Miracle)
- 『안녕하세요 성령님』(Good Morning, Holy Spirit)
- 『어서오세요 성령님』(Welcome holy spirit)
- 『신유의 기적 지금 당신에게도 역사가 일어납니다』(This is your day for a miracle)
- 『오늘은 당신에게 기적이 일어나는 날입니다』
- 『부자가 되는 것은 하나님의 뜻입니다』(Biblical road to blessing)
- 『그 분이 나를 만지셨네』(He touched me: an autobiography)

## 같이 보기
- 은사 운동